# 東京フレンズ
『東京フレンズ』（とうきょうフレンズ ）は2005年6月8日に発売されたavexとフジテレビが製作したDVDドラマ。略称『東フレ』。大塚愛初主演作品である。キャッチコピーはDVD版が「一番最初に描いた夢を、あなたは今も、覚えてる?」、映画版が「一番最初に描いた夢を、私は今も、覚えてる。」
2005年4月13日に講談社『TOKYO★1週間』増刊『MOVE!』に連載された同名作品の単行本が発売された。
2006年8月12日に全国松竹系でDVD版の続編となる映画が公開された。タイトルは「東京フレンズ The Movie」。

## 概要
高知から上京した岩槻玲は、バイト先の居酒屋・「夢の蔵」で出会った新谷隆司率いるバンド『サバイバル・カンパニー』（通称:サバカン）のボーカルをやる羽目に。そこから玲の環境は一変する…

## ストーリー

### DVD版
高知の田舎で育った岩槻玲は、ある日突然、家出同然で憧れの地である東京へ上京する。当ても無く辿り着いた居酒屋・『夢の蔵』で、バイトをする事にし、そこで、後に信頼出来る仲になる3人の女の子、羽山ひろの・藤木涼子・我孫子真希と、バンド『サバイバルカンパニー』（通称：サバカン）のギタリスト新谷隆司らと出会う。バンド内のトラブルで『サバカン』のボーカリストがいなくなってしまい、途方に暮れていた隆司は、玲の歌声を聴き、『お前の声が好きだから』と、玲を『サバカン』に率いれる。最初は渋々やっていた玲だが、次第に歌う事への魅力を感じ、それを自分の夢としていった。ひろの達ともそれぞれの悩みや不安を支えあい、乗り越える事によって、絆を深めていった。そして、自分に『歌』を与えてくれた、隆司とお互いに惹かれあい、いつしか愛しあう様になるそして…
玲と3人の友達の友情、隆司との恋、そして全員が夢に向かって進む姿を描いた青春ドラマ。

### 映画版
DVD版以降の物語。
『サバカン』のボーカリスト・岩槻玲はバンドの仲間達と共に、メジャーデビューに向けて、その後も順調にライブ等行い、評判を上げていった。ひろの達もそれぞれの夢や恋に不安を抱きつつも、相変わらず仲良しな日々を送っていた。ある日、夢の蔵での涼子の結婚式、NYに留学した真希からお祝いが届く。一緒についていた手紙には、何とNYであの隆司の姿を見かけたと言うものだった。フラワーチャイルズ（通称：フラチャ）の騒動以来、消息不明の音信不通だった隆司を心配していた玲は、動揺を隠せない。その姿を見て、涼子は玲にNY行きのチケットを渡す。断る玲だが、涼子の思いやりに心動かされ、プロモーションで忙しい時期にもかかわらずバンドの仲間達に『一発殴ったら帰って来ます』と言って、NYへ。真希と再会し、玲は隆司を探し出すのだが…。
愛する人と一緒にいたいキモチと、歌を歌いたい想いの狭間で揺れる玲。玲が最後に選んだ道は何だったのか? そして、隆司とひろの・涼子・真希が選んだそれぞれの未来とは…?

## キャスト
- 岩槻玲：大塚愛
- 羽山ひろの：松本莉緒
- 藤木涼子：真木よう子
- 我孫子真希：小林麻央
- 新谷隆司：瑛太
- 奥田孝之：伊藤高史
- 永瀬充男：中村俊太
- 田中秀俊：平岡祐太
- 笹川佳恵：みさきゆう
- 岩槻航：田中圭
- 長谷川泉：君嶋ゆかり
- 美里：中村ゆり
- 白川：松重豊
- 北原：矢島健一
- 大河内：浅野和之
- 工藤康人：小木茂光
- フラワー・チャイルズメンバー：Ricken's
- 岩槻俊作：小倉一郎
- 木内暁美：星野真里
- 小橋亨：佐々木蔵之介
- 和田岳志：古田新太
- 里見健一：佐藤隆太
- 笹川敬太郎：北村一輝
- 笹川和夫：勝村政信

## スタッフ

### DVD版
- 監督：永山耕三（フジテレビ）
- プロデュース：阿部元博（avex group）、剣持嘉一、高橋なな美（avex entertainment）、東海林秀文・高井一郎（フジテレビ）
- 脚本：衛藤凛
- 企画：松浦勝人
- エグゼグティブプロデューサー：千葉龍平、高木政臣
- アソシエイトプロデューサー：柳崎芳夫、石田成一、高木康裕、渡辺真喜子
- 音楽：Sin
- 技術プロデューサー：瀬戸井正俊
- 撮影：佐藤友孝
- 映像：権田博
- 照明：藤原武夫、稲木健
- 音声：桜井秀一、山田裕樹
- 選曲：小西善行、塚田益章
- 音響効果：近藤隆史、赤座聡子
- 編集：深沢佳文、平川正治
- ライン編集：飯塚守
- MA：亀山貴之、古跡奈歩
- 美術プロデュース：木村達昭
- 美術デザイン：荒川淳彦
- 美術進行：内村和裕、吉田敬
- 大道具：宮本昌和
- 操作：茂進、安藤朋希
- 建具：阿久津正巳
- 装飾：高田修司、竹原丈二、鎌田徳夫、山科貴弘
- 持道具：岡村英輔、市橋理恵
- 衣裳：星野和美、金子光浩、中野知美
- スタイリスト：北村勝彦、北村彩子、ume
- メイク：金原理恵子、杉本和弘、對馬晶子、橋本彩乃、下田英里
- 視覚効果：高橋信一
- アクリル装飾：早坂健太郎
- 電飾：井野岡利保
- 生花装飾：勝野純子
- 植木装飾：原利保
- フラワーコーディネーター：住川啓子
- 協力：渋谷ビデオスタジオ、ビデオスタッフ、東新、バスク、富士映画、高知新阪急ホテル、東放ミュージックカレッジ、ショウビズクリエイション、Halfton Music、Gilsun、ホテル函館ロイヤル
- バンド指導：吉田ヒロシ
- スチル：為広麻里
- タイトルバック：山本雅之
- タイトルデザイン：小関一智
- 演出補：長瀬国博、山本一男、大畑真治
- スケジュール担当：田中孝幸
- 制作担当：角田隆
- 制作主任：小川勝美、菅村実雪、白井麻理
- 制作補：秋山八重子
- 記録：曽我部直子、渡辺美恵
- プロデュース補：玉田祐美子、柴田圭子
- 制作：フジテレビ
- 企画：avex group
- 製作：エイベックス・エンタテインメント

### 映画版
- 監督：永山耕三
- 脚本：衛藤凛
- 音楽：Sin
- 製作総指揮：千葉龍平、迫本淳一
- 製作：高木正臣、松本輝起
- 撮影：猪本雅三
- 編集：深沢佳史
- 主題歌：大塚愛「ユメクイ」
- 配給：松竹
- 製作：「東京フレンズ The Movie」フィルムパートナーズ（エイベックス・エンタテインメント、松竹、IMJエンタテインメント、電通、ファミマ・ドット・コム、衛星劇場、スカパー・ウェルシンク、幻冬舎、Yahoo! JAPAN、講談社）

## テーマソング

### DVD版
- オープニングテーマ
  - 「フレンズ-サバカン ver.-」- 大塚愛
- エンディングテーマ
  - 第1話「to me」 - BOO BEE BENZ
  - 第2話「君という花」 - BOO BEE BENZ
  - 第3話・4話「ユメクイ」 - 大塚愛
  - 第5話「フレンズ」 - 大塚愛
- 挿入歌
  - 第1話:「to me」 - サバイバル・カンパニー
  - 第2話:「to me」、「君という花」 - サバイバル・カンパニー
  - 第3話:「ハリケーン」 - サバイバル・カンパニー
  - 第4話:「ちょっと」 - サバイバル・カンパニー
  - 第5話:「tears」 - 大塚愛

### 映画版
- オープニングテーマ
  - 「ユメクイ」 - 大塚愛
- エンディングテーマ
  - 「tears」 - 大塚愛
- 挿入歌
  - 「フレンズ-サバカン ver.-」、「Mackerel's canned food」、「tears-サバカン ver.-」 - 大塚愛
  - 「girl friend」 - Ricken's

## サウンドトラック
映画版で劇中に登場する大塚愛の楽曲は「ユメクイ」、「フレンズ -サバカン ver.-」、「tears-サバカン ver.-」、「Mackerel's canned food」の4曲である。

## エピソード
- 『夢の蔵』では、『トマト茶漬け』（居酒屋・土間土間にて一時期実際にメニューとして販売されていた事がある）が、映画版では『トマトラーメン』も出て来る。
- 『サバカン』が歌っている歌（特にDVD版）の中には、BOO BEE BENZという、実在のインディーズバンドのオリジナル楽曲もある。
- キャッチフレーズに有る『一番最初に描いた夢を、あなたは今も、覚えてる?』と『一番最初に描いた夢を、私は今も、覚えてる。』、これらの『夢』とは、未来の事だけでなく、全ての事において、最初に抱いた感情の事を指すのだと、大塚愛は思っている。

## 派生作品
コミカライズ版
DVD版発売に先立ってDVD版1 - 4のコミカライズ版（原作：衛藤凛・漫画：小林ユミヲ）が講談社『TOKYO★1週間』増刊『MOVE!』に連載された。この連載は2巻で単行本化され2005年4月に出版されており、第1巻はDVD1・2、第2巻はDVD3・4に対応する。
DVD5に対応するコミック単行本第3巻は2005年6月に出版された。
映画公開に先立ってコミック単行本「東京フレンズTheMovie」が出版された。
ノベライズ版
DVDのノベライズ版単行本（作:衛藤凛）が2005年6月に全2巻で出版された。第1巻はDVD1・2・3、第2巻はDVD4・5に対応する。